# Erythria ladaki
Erythria ladaki är en insektsart som beskrevs av Dlabola 1984. Erythria ladaki ingår i släktet Erythria och familjen dvärgstritar. Inga underarter finns listade i Catalogue of Life.